# Sprawa Sokala
Sprawa Sokala, afera Sokala, prowokacja Sokala, mistyfikacja Sokala, żart Sokala, dowcip Sokala, parodia Sokala (ang. Sokal affair, Sokal hoax) – publikacja (i jej reperkusje) w czasopiśmie naukowym (wówczas nierecenzowanym) „Social Text”, poświęconym studiom kulturowym, pracy amerykańskiego fizyka Alana Sokala pod tytułem Transgressing the Boundaries: Towards a Transformative Hermeneutics of Quantum Gravity (dosłownie Transgresja granic: ku transformatywnej hermeneutyce grawitacji kwantowej). Wydarzenie to miało miejsce w roku 1996.
Autor, zainspirowany książką Grossa i Levitta, przedstawił w swoim artykule, używając naukowego żargonu, fikcyjną koncepcję związków między koncepcjami rozwoju społecznego, emancypacji i feminizmu oraz w szczególności dekonstruktywizmu a grawitacją kwantową. Artykuł został opublikowany, jednak po ujawnieniu jego rzeczywistego znaczenia redaktor naczelny „Social Text” stracił pracę, zaś Alan Sokal został wpisany przez redakcję na listę autorów, których prace nie będą publikowane.
Prowokacja Sokala wywołała długo trwającą i burzliwą dyskusję nad zakresem badań, metodyką naukową w naukach humanistycznych i społecznych, w tym socjologii, teorii literatury, kulturoznawstwa. Zamierzonym celem publikacji tego artykułu było obnażenie braku konieczności istnienia sensownych treści w tekstach publikowanych w renomowanym piśmie socjologicznym. Autorzy publikujący w tym piśmie przedstawiali swe prace, używając najprawdopodobniej niezrozumiałych również dla siebie terminów z nauk przyrodniczych, w swoim mniemaniu „udowadniając” na przykład, że dotychczasowe teorie w naukach przyrodniczych miały charakter prawicowy.
Sokal, pisząc swój tekst, powoływał się także na innych postmodernistów i wybierał ich bezsensowne, jego zdaniem, wypowiedzi, w których użyli terminologii z zakresu nauk ścisłych. Jak wyjaśnił później w Modnych bzdurach, jego celem nie był atak na nauki społeczne, lecz na prądy szkodzące tym naukom i stanowiskom ideologicznym, ponieważ ich przedstawiciele przyjmują „na wiarę” tezy sformułowane przez uznane w ich środowiskach autorytety.
Sprawa Sokala stała się częścią tak zwanych wojen o naukę (ang. science wars), czyli dyskusji między przedstawicielami studiów nad nauką i techniką a badaczami z nauk ścisłych. 
Podobną mistyfikację, na bazie pseudonaukowej koncepcji pola morfogenetycznego, zorganizował Tomasz Witkowski, zamieszczając w czasopiśmie „Charaktery” artykuł pod tytułem Wiedza prosto z pola.

## Cytat
Przykładowe zdanie z tej publikacji (stanowiące przypis rzeczowy, czyli uwagę, do głównego tekstu) brzmi następująco:

Just as liberal feminists are frequently content with a minimal agenda of legal and social equality for women and ‘pro-choice’, so liberal (and even some socialist) mathematicians are often content to work within the hegemonic Zermelo-Fraenkel framework (which, reflecting its nineteenth-century liberal origins, already incorporates the axiom of equality) supplemented only by the axiom of choice.

Tłumaczenie:

Podobnie jak liberalne feministki często zadowalają się minimalnym zakresem prawnej i społecznej równości kobiet, a w kwestii aborcji wolnością wyboru, tak również liberalni (a nawet niektórzy socjalistyczni) matematycy często zadowalają się pracą pod hegemonistycznym rygorem aksjomatyki Zermela-Fraenkla (która, odzwierciedlając swoje liberalne dziewiętnastowieczne korzenie, już zawiera aksjomat równości) uzupełnionej jedynie aksjomatem wyboru.

## Nagroda Ig Nobla
Jeszcze w tym samym roku redakcja „Social Text” otrzymała Nagrodę Ig Nobla (parodię słynnego szwedzkiego wyróżnienia) w dziedzinie literatury. Jako uzasadnienie wątpliwego zaszczytu podano fakt, że redakcja dziennika dopuściła się gorliwej publikacji tekstu naukowego, którego nie rozumiała, który sam autor nazwał bezsensownym oraz który zaprzeczył istnieniu czegoś takiego jak rzeczywistość.